# Conquezuela
Conquezuela es una localidad española del municipio de Miño de Medinaceli, perteneciente a la provincia de Soria, en la comunidad autónoma de Castilla y León. Está ubicada en el partido judicial de Almazán y la comarca de Arcos de Jalón.

## Geografía
Se encuentra en las estribaciones de la sierra Ministra al sur de la provincia de Soria y tiene una altitud de 1152 m sobre el nivel del mar.

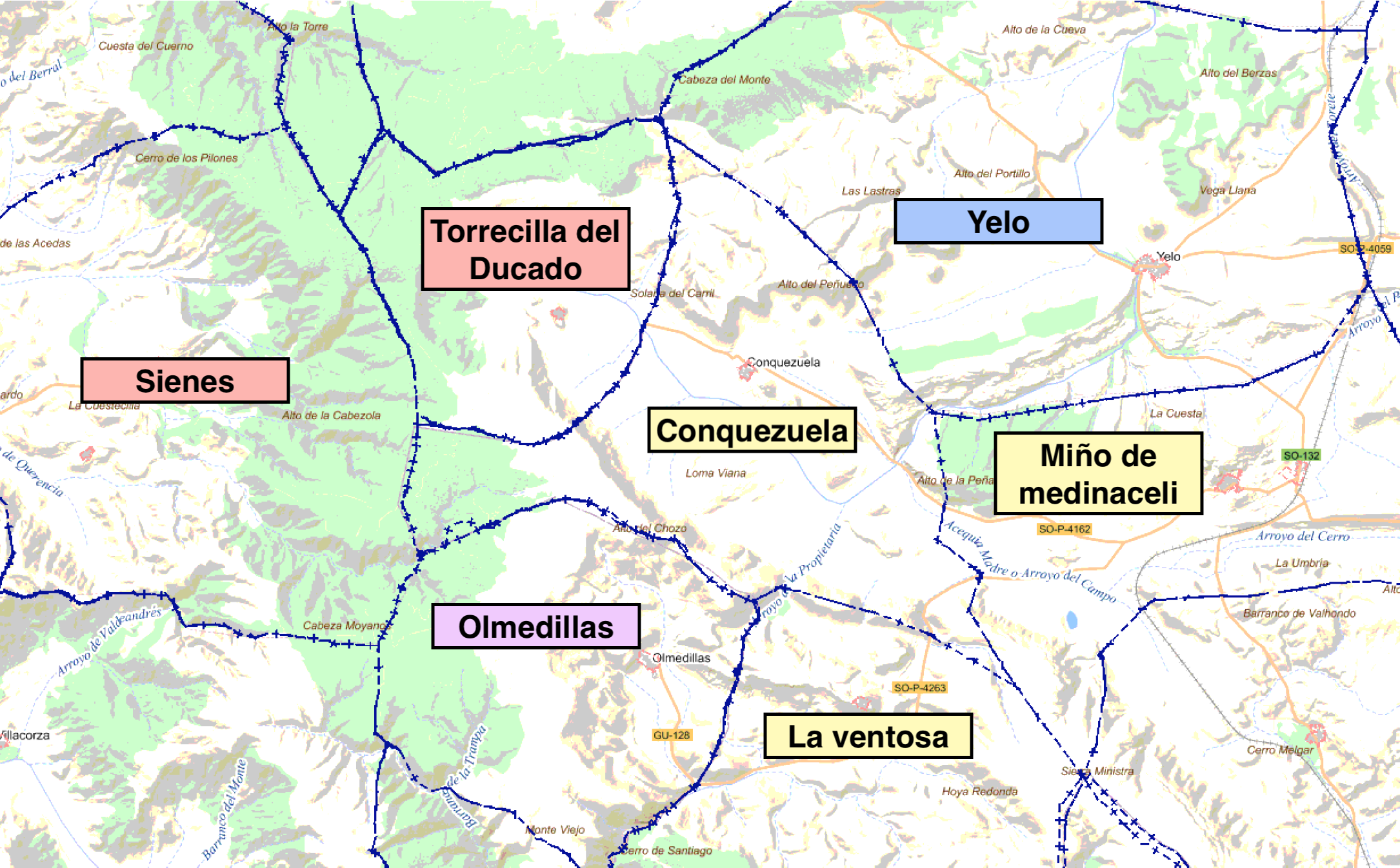
Localidades limítrofes a Conquezuela. Cada color representa un municipio: Sienes (Rojo), Sigüenza (Morado), Miño de Medinaceli (Amarillo), y Yelo (Azul).

Limita con las localidades guadalajareñas de Torrecilla del Ducado, Sienes, Tobes y Olmedillas; y con las localidades sorianas de Yelo, Miño de Medinaceli y Ventosa del Ducado.

## Historia
El valle donde se encuentra ha sido ocupado por el hombre, al menos desde el Neolítico. En un roquedo, cercano a la ermita, se pueden observar petroglifos y figuras antropomorfas excavadas en la roca.
Parece que la población como tal, tiene su origen como atalaya árabe. Un documento perteneciente a la diócesis de Sigüenza de mediados del siglo XIII menciona al pueblo con el nombre de Cuenca, haciendo referencia a la Iglesia de Santa Cruz de Cuenca. 
Posteriormente perteneció al Ducado de Medinaceli. 
A la caída del Antiguo Régimen la localidad se constituyó en municipio constitucional en la región de Castilla la Vieja que en el censo de 1842 contaba con 30 hogares y 112 vecinos.
A mediados del siglo XIX, el lugar tenía unas 31 casas. La localidad aparece descrita en el sexto volumen del Diccionario geográfico-estadístico-histórico de España y sus posesiones de Ultramar de Pascual Madoz de la siguiente manera:

CONQUEZUELA: l. con ayunt. en la prov. de Soria (14 leg.), part. jud. de Medinaceli (2), aud. terr. y c. g. de Burgos (33 y 1/2), dióc. de Sigüenza (2): sit. en un barranco dominado de cerros y combatido por los vientos N. y O.; su clima es frio y las enfermedades mas comunas tercianas y reumas: tiene 31 casas, la de ayunt. que sirve tambien de escuela de instruccion primaria, á la cual concurren 12 alumnos de ambo sexos, bajo la direccion de un maestro, dotado con 23 fam de trigo; y una igl.parr. (Sta. Águeda) servida por un cura de provision real y ordinaria; el cementerio se halla fuera del pueblo, en posicion que nada ofende á la salud pública: confina el térm. N. Miño, en cuyo térm. y separándolo del de Conquezuela hay una laguna, á la que se atribuyen las tercianas; E. Velo; S. Torrecilla, y O. La-Ventosa; dentro de esta circunferencia, se encuentran 2 pozos de regulares aguas, de los cuales el uno sirve para el surtido del vecindario, y el otro para abrevadero de ganados: el terreno es de regular calidad, todo de secano; se hallan en cultivo 1,600 fan. en esta forma; 450 de primera calidad, 890 de segunda y 250 de tercera; hay ademas 3,082 de prados y pastos naturales, 18 artificiales y 80 de monte con arbolado de encina y roble. caminos: los locales y los que dirigen á Sigüenza y Medinaceli, todos de herradura y en mediano estado: correo: se recibe y despacha en la estafeta de Medinaceli. prod.: trigo, centeno, cebada, avena, judias y otras legumbres, patatas, nabos, yerbas de pasto y siego: cria ganado lanar, caballar y mular, asnal, vacuno y de cerda: caza de perdices, algunos conejos y palomas: ind.: la agrícola. comercio: esportacion de frutos sobrantes y lanas, á los mercados de Medinaceli y Sigüenza, donde se surten de los demas art. que les faltan. pobl.: 30 vec., 112 almas. cap. imp.: 17,906 rs. presupuesto municipal: 344 rs., se cubren con el prod. de propios y reparto vecinal.
(Madoz, 1847, pp. 566-567)

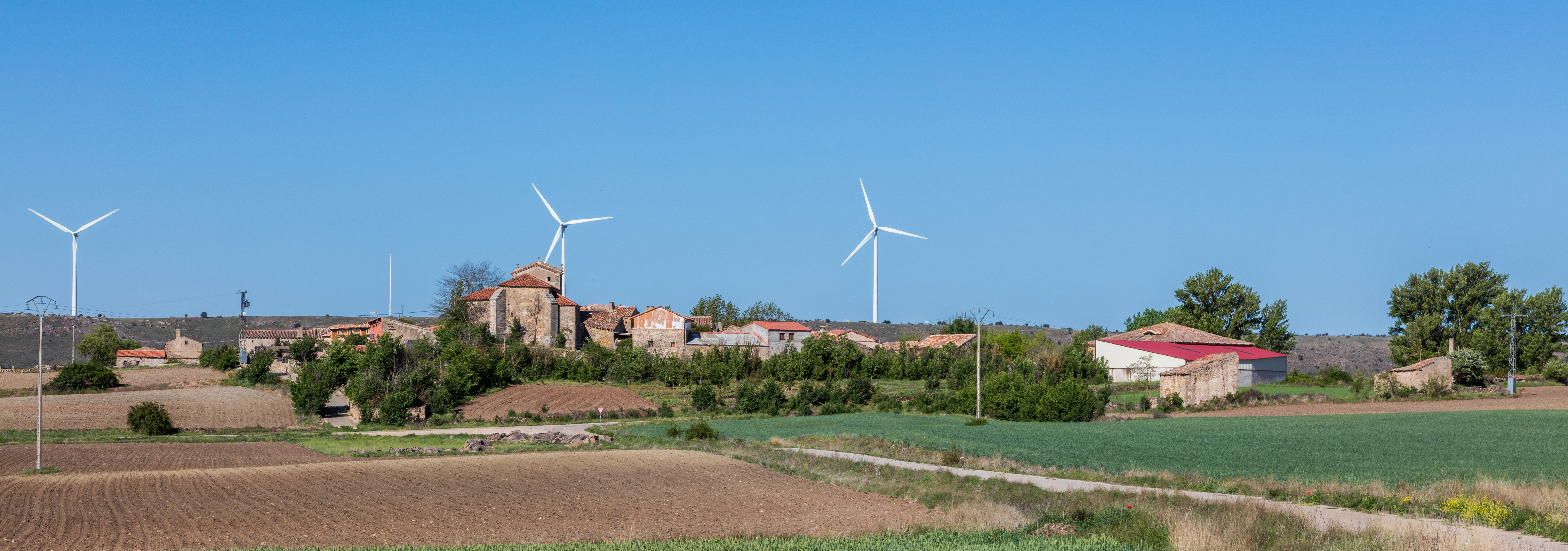
Vista de Conquezuela

A finales del siglo XX este municipio desaparece porque se integra en el municipio de Miño de Medinaceli, contaba entonces con 45 hogares y 151 habitantes.

## Geografía humana

### Demografía
| Gráfica de evolución demográfica de Conquezuela entre 1842 y 1960 |
| |
| Población de derecho según los censos de población del INE Población de hecho según los censos de población del INEEntre el censo de 1970 y el anterior, este municipio desaparece porque se integra en el municipio 42115 (Miño de Medina) |

En 1909 la población del entonces municipio de Conquezuela ascendía a 216 habitantes.
En el año 1981 la población contaba con 40 habitantes, concentrados en el núcleo principal. Fue disminuyendo hasta un mínimo histórico de 4 personas en 2011, 1 varón y 3 mujeres y se ha ido recuperando hasta contar en 2016 con 14 habitantes, 8 varones y 6 mujeres.
| Gráfica de evolución demográfica de Conquezuela entre 2000 y 2018                                |
|                                                                                                  |
| Población de derecho (2000-2016) según los censos de población del INE a 1 de enero de cada año. |

## Fiestas

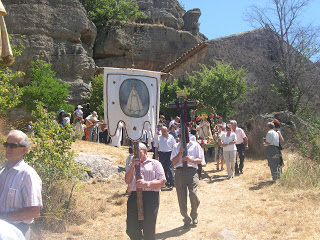
Procesión de la Virgen de Santa Cruz en la ermita de Conquezuela

Actualmente la fiesta del pueblo se celebra por la romería de la ermita de Santa cruz, que se realiza el segundo fin de semana de agosto para lograr una mayor afluencia de gente. La tradicional romería de la ermita de Santa cruz tiene mucha repercusión y afluencia de gente de los pueblos de alrededor, la situación de la ermita en el roquedo junto con la cueva y las vistas le hace gozar a esta romería de una magia singular.
La romería la organiza el pueblo de Conquezuela, que nombra a un mayordomo que será la persona encargada de organizar la romería junto con el cura. La romería tiene lugar al mediodía, en ella se saca a la Virgen de Santa Cruz en procesión, su recorrido consiste en bajarla del roquedo para posteriormente volverla a subir. Mientras tiene lugar la procesión la campana de la ermita ha de repicar desde que la Virgen sale de la ermita hasta que entra. Durante la romería, se venden papeletas para una posterior rifa una vez ha finalizado la misa en la que se sortea un árbol del que cuelgan ocho naranjas, ocho limones, y los tradicionales ocho roscos. Al tiempo que los participantes esperan el anuncio del número premiado en la parte baja del roquedo, el ganador se anuncia desde la parte alta donde la roca hace una forma de concha acústica. Una vez anunciado el número premiado, éste se pinta en la roca. Es tradición que después de la misa el mayordomo invite al cura a comer.
Posteriormente, a la tarde, se reza el rosario.

## Lugares de interés
En una zona de paisaje pintoresco, de paredes rocosas y a unos 2 km de la localidad en dirección Miño de Medinaceli se encuentra la ermita de Santa Cruz, erigida en el siglo XVIII.
Desde la ermita se observa un paisaje de cultivos de secano que fue una laguna hasta el año 1959 en que se desecó para su transformación agrícola.